# Lysandra digitata
Lysandra digitata är en fjärilsart som beskrevs av Courvoisier 1907. Lysandra digitata ingår i släktet Lysandra och familjen juvelvingar. Inga underarter finns listade i Catalogue of Life.